# Dylan Kidd
Dylan Kidd (né en 1969) est un réalisateur, scénariste et producteur américain.

## Filmographie
- 1998 : Get a Job  (réalisation)
- 2002 : Oncle Roger (réalisation + scénario)
- 2004 : P.S. (réalisation + scénario)